# Alejandro Manzanera Pertusa
Alejandro Manzanera Pertusa (* 8. April 2003 in Almoradí) ist ein spanischer Tennisspieler. Er gewann 2021 den Junioren-Doppeltitel in Wimbledon.

## Karriere
Manzanera Pertusa spielte bis 2021 auf der ITF Junior Tour. Sein bestes Ergebnis bei Grand-Slam-Turnieren war im Einzel zweimal die zweite Runde in seinem letzten Jahr als Junior. Im Doppel gewann der Spanier an der Seite des Litauers Edas Butvilas bei seinem ersten Grand-Slam-Turnier im Doppel, das er spielte, den Titel im Juli 2021 in Wimbledon. In der Jugend-Rangliste erreichte er nach dem Turnier mit Rang 15 seine höchste Notierung.
Bei den Profis spielte Manzanera Pertusa sein erstes Turnier 2020 auf der drittklassigen ITF Future Tour. Im Einzel konnte er 2022 zwei Halbfinals auf der Tour erreichen und damit erstmals in die Top 900 der Weltrangliste einziehen. Im Doppel gewann er nach vier verlorenen Endspielen Mitte 2022 seinen ersten Titel. Das Jahr beendete er auf Rang 584 im Doppel. Er studiert am El Campico in Alicante parallel zu seiner Tenniskarriere.